# 石井學
石井學（いしい まなぶ、1934年 - ）は、日本の経済学者。現在は育英大学学長兼育英短期大学学長。高崎市立高崎経済大学元学長。広島県出身。瑞宝重光章受章者。

## 人物
在任中、経済学部の単科大学であった高崎経済大学に新しく地域政策学部を設置した。また、経済学、地域政策学各研究科の修士課程、博士後期課程を設置した。
その他、新図書館建設や附属高等学校などの設立など、同大学の発展に貢献した。
文部科学省(旧文部省)各審議会委員、公立大学協会各種委員、NHK番組審議会メンバー等をつとめた。
現在は高崎経済大学名誉教授、高崎市産業創造館顧問、群馬テレビ・ラジオ高崎放送番組審議会委員長、日本ホスピタリティ・マネジメント学会名誉会長、ニュー・スタンダード株式会社顧問相談役として産学連携の発展につとめている。

## 略歴・業績
- 1990年 高崎経済大学第16代学長就任（至第18代）
- 1996年 第19代学長、山﨑益吉教授就任
- 1996年 地域政策学部地域政策学科設置
- 1998年 第20代学長就任（至第23代）
- 2000年 大学院地域政策研究科（修士課程）設置
- 2002年 大学院地域政策研究科（博士後期課程）設置
- 2002年 大学院経済・経営研究科（修士課程）設置
- 2003年 地域政策学部地域づくり学科設置
- 2004年 大学院経済・経営研究科（博士後期課程）設置
- 2006年 第24代学長に木暮至教授就任
- 2009年 瑞宝重光章受章[2]

## 主な研究
- 銀行論

## 所属学会
- 金融学会
- 日本観光学会（理事）
- 群馬地理学会（顧問）
- 日本地域政策学会（顧問）
- ホスピタリティマネジメント学会(名誉会長）

## 関連事項
- 高崎経済大学
- 高崎経済大学の人物一覧